# Geranomyia recisa
Geranomyia recisa är en tvåvingeart som beskrevs av Alexander 1927. Geranomyia recisa ingår i släktet Geranomyia och familjen småharkrankar. Inga underarter finns listade i Catalogue of Life.